# Сарид
Сарид (араб. ثريد‎, в различных арабских странах названия могут различаться) — традиционное блюдо арабской кухни, основными ингредиентами которого являются мясо и хлеб; существует множество вариантов его приготовления. Например, к хлебу и мясу могут быть добавлены фрукты.
В исламе сарид считается любимым блюдом пророка Мухаммеда, который сказал однажды о своей любимой жене Аише: «Она превосходит других женщин так же, как сарид превосходит другие блюда». В Мекке существует легенда о том, что это блюдо придумал Хашим ибн Абд Манаф, прадед Мухаммеда: он первым решил «крошить» хлеб в бульон, а затем предлагал такое же блюдо голодавшим паломникам, приезжавшим в Мекку на умру в месяц раджаб. По некоторым данным, это блюдо было любимым не только у Мухаммеда, но и у Муавии I ибн Абу Суфьяна, первого халифа из династии Омейядов, который  ел его большими порциями.
Сарид распространён не только в странах Аравийского полуострова, но и в Северной Африке (под названием «трид») и даже в Синьцзян-Уйгурском автономном районе Китая (под названием «терит»). В Испании различные рецепты этого блюда появились в период доминирования мавров на Пиренейском полуострове.
Самым простым вариантом сарида является хлеб, который макают в мясной бульон и съедают вместе с мясом из этого бульона. В другом варианте блюда хлеб и мясо накладываются друг на друга, чередуясь несколькими слоями. В Сирии подобное блюдо называется фаттех; оно готовится путём соединения жареной и мелко нарезанной питы с йогуртом и варёным мясом. Марокканский трид представляет собой варёное мясо, уложенное слоями между тонкими листами теста (варка).
Существует предположение, что исторически сарид (о котором упоминается в средневековых арабских источниках) был не мясным, а макаронным блюдом.